# Hamopontonia essingtoni
Hamopontonia essingtoni är en kräftdjursart som beskrevs av Bruce 1986. Hamopontonia essingtoni ingår i släktet Hamopontonia och familjen Palaemonidae. Inga underarter finns listade i Catalogue of Life.